# كازينو 888
888casino، المعروف مُسبقًا باسم Casino-on-Net هو كازينو على الإنترنت تأسس عام 1997 ومقره هو دولة جبل طارق. يُعدّ كازينو 888 واحد من أشهر وأكبر كازينوهات الإنترنت وفي عام 2013، أصبح أول كازينو على الإنترنت يتم ترخيصه في بعض ولايات الولايات المتحدة.

## التاريخ
تم إنشاء Casino-on-Net من قبل الأخوين هارون وآفي شاكيد. في عام 1997 صَرَح آرون شاكيد أن فكرة إنشاء هذا الكازينو قد جاءته أثناء حضوره مؤتمرًا لطب الأسنان في مونت كارلو. في عام 1994، لكن المُشكلة التي كانت تواجه هذه الفكرة هو عدم وجود دولة أو مُقاطعة تضع تشريعات لتقنين كازينوهات الإنترنت.
لكن في عام 1997، تمت الموافقة على قانون التجارة الحرة في جزيرتيّ أنتيغوا وبربودا، مما مَهَد الطريق أمام كازينو أون نت وغيره من كازينوهات الإنترنت القانونية أن تجد النور. في عام 2010، تم تغيير اسم Casino-on-Net ليُصبح 888casino ليعكس الاسم واللوجو الجديد العلامة التجارية بشكلٍ أعمق. بحلول عام 2015، تم ترخيص الكازينو في الدول التالية: جبل طارق ونيو جيرسي والدانمارك وإسبانيا وعدد من البلدان والأقاليم الأخرى.
في عام 2013، حصل كازينو 888 على حقوق رعاية بطولة العالم للاعبي الكرة الكبار2013.
في عام 2015، وصفت مجلة Gaming Intelligence كازينو 888 بأنه «الكازينو الوحيد ذو الهوية الأوروبية».
في عام 2017، حصل كازينو 888 على ختم منظمة eCOGRA المعنية بمُراقبة نتائج ألعاب القمار على الإنترنت.

### تاريخ كازينو 888 في الولايات المتحدة الأمريكية
نتيجة لقرار أصدره كونغرس الولايات المتحدة في أكتوبر عام 2006، اضطرت الشركات التي تُقدِّم خدمات المُقامرة وألعاب الإنترنت إلى الخروج من سوق الولايات المُتحدة.
في مارس 2013، منحت لجنة ألعاب نيفادا كازينو 888 ترخيصًا كمزود لألعاب القمار على الإنترنت، مما جعل كازينو 888 أول كازينو يحصل على ترخيصٍ من سلطة قضائية أمريكية.
في يناير 2011، أقرت الهيئة التشريعية لولاية نيوجيرسي مشروع قانون برعاية ريمون ليسنياك للسماح بممارسة ألعاب القمار عبر الإنترنت من قبل سكان نيوجيرسي الذين تزيد أعمارهم عن 21 عامًا. في أغسطس 2013، وقع كازينو 888 اتفاقية مع Caesars Entertainment Corporation خلال المشروع المشترك للمجموعة All American Poker Network (AAPN) مع Avenue Capital، مما مكن 888casino من تقديم منتجات ذات علامات تجارية خاصة في New Jersey. ينشر كازينو 888 نسبة الربح من كل ألعابه بشكلٍ شهري ويتم مُراقبة هذه النِسب من قبل العديد من الهيئات المُستقلة، وينشر الكازينو أيضًا إجمالي الأموال التي يودعها اللاعبون فيه. مُعدَّل أرباح الكازينو التي يدفعها هي 95.1%.

## جوائز
| الجائزة                                        | العام |
| ---------------------------------------------- | ----- |
| جائزة أفضل كازينو (Gaming Intelligence Awards) | 2015  |
| كازينو العام (Global Gaming Awards)            | 2014  |
| كازينو العام (eGR Operator Awards)             | 2013  |
| كازينو العام (eGR Operator Awards)             | 2013  |

## روابط خارجية
- الكازينو الموقع